# 完顏習不失
完顏習不失（?—1123年7月），習不失本作辞不失，后定为習不失。完顏烏骨出之次子，金昭祖完顏石魯之孙。1115年7月任阿舍(阿买)勃极烈（死后第二年由完颜谩都诃繼任）。追封开府仪同三司，曹国公。大定三年（1163年），进封金源郡王，配享太祖庙廷，谥號忠毅。子完顏鹘沙虎。

## 背景
按《金史》記載，習不失的父親完顏烏骨出成人后酗酒成性，并常常頂撞其母徒单氏。后來伯父烏骨廼和祖母徒单氏合謀殺了烏骨出。
習不失勇猛善戰，擅射能左右開弓。金世祖時戰桓赧、散达，“所乘马中九矢，不能驰，遂步趋而出。”另一次去敵方偵察，習不失单骑一人前往，對方在酒楼上喝酒聊天都听得清楚。
1123年7月習不失死時，太祖完顏阿骨打正得病也將于8月病死。問起習不失為什么見不到了：“阿买勃极烈安在？”旁人為了怕坏消息讓太祖的病情惡化，不敢告述實情，只能說：“今即至矣。”

## 延伸阅读
[在维基数据编辑]
 《金史·卷70》，出自脱脱《金史》